# Biodétecteur
 (décembre 2024).
Si vous disposez d'ouvrages ou d'articles de référence ou si vous connaissez des sites web de qualité traitant du thème abordé ici, merci de compléter l'article en donnant les références utiles à sa vérifiabilité et en les liant à la section « Notes et références ».
Les biodétecteurs sont des cellules ou organismes qui permettent de déterminer la présence dans un échantillon de l'élément étudié. 
Outre la mise en évidence du composé voulu, le biodétecteur peut servir à quantifier ou définir son activité biologique. 
L'avantage d'utiliser ces organismes est leur limite de détection et leur large éventail réactionnel qui permette de révéler certaines activités biologiques, même si elles sont inconnues.